# Shoji Gatoh
Shoji Gatoh (賀東 招二 Gatō Shōji, nacido el 11 de julio de 1971) es un autor japonés de la prefectura de Shiga, Región de Kansai. Es muy conocido por crear la novela ligera Full Metal Panic! (abreviado FMP!) así como el creador de la serie. Shoji Gatoh no solo es el autor de Full Metal Panic!, sino también guionista de anime, por ejemplo en "El Día del Sagitario" de "la Melancolia de Haruhi Suzumiya" y en tres episodios de "Lucky Star".

## Trabajos

### Novelas y cortos
- La serie Full Metal Panic! (publicada el 18 de diciembre de 1998)
- La serie CopCraft DRAGNET MIRAGE RELOADED (publicada en noviembre de 2009)
- La serie Amagi Brilliant Park (publicada en febrero de 2013)

### Manga
- Autor de Full Metal Panic!
- Autor de Amagi Brilliant Park

### Televisión
- Creador original y consultor de guion de la serie Full Metal Panic!
- Adaptador del guion de los capítulos 1, 4, 8 y 9 y el creador original de la serie Full Metal Panic? Fumoffu (enlace roto disponible en Internet Archive; véase el historial, la primera versión y la última).
- Compositor de la serie y el creador original de Full Metal Panic! The Second Raid (TV)
- Creador Original - Full Metal Panic! The Second Raid (OVA)
- Adaptador del guion de Hyouka